# Fammi sognare almeno tu
Fammi sognare almeno tu è un singolo di Renato Zero pubblicato nel 2007, secondo singolo e traccia di chiusura della raccolta Renatissimo!.

## Tracce
1. Fammi sognare almeno tu – 5:10